# Tipula eurymera
Tipula eurymera är en tvåvingeart. Tipula eurymera ingår i släktet Tipula och familjen storharkrankar.

## Underarter
Arten delas in i följande underarter:
- T. e. eurymera
- T. e. goyazicola
- T. e. paraguayicola